# Hesperiphona abeillei
Hesperiphona abeillei е вид птица от семейство Чинкови (Fringillidae).

## Разпространение
Видът е разпространен във високите части на Централна Америка, главно в Мексико и Гватемала.